# Rhiana Gunn-Wright
Rhiana Gunn-Wright (nacida en 1988) es una activista y politóloga estadounidense, actual Directora de Política Climática del Instituto Roosevelt. Ha trabajado con Alexandria Ocasio-Cortez como autora en el proyecto en contra del calentamiento global Green New Deal. Gunn-Wright se formó en la Universidad Yale, antes de obtener una beca Rhodes en la Universidad de Oxford en 2013.

## Biografía

### Primeros años y educación
Gunn-Wright creció en Englewood, en el South Side de Chicago, donde la población local es más propensa a sufrir asma por su proximidad a la contaminación. Fue criada por su madre y su abuela. A los catorce años, Gunn-Wright se trasladó a la Academia de Matemáticas y Ciencias de Illinois, en Aurora. Su asma desapareció al poco tiempo. Estudió en la Universidad Yale, se especializó en estudios afroamericanos y se graduó en 2011.
Durante sus estudios trabajó con la comunidad en New Haven, ayudando en el Centro Polly McCabe para adolescentes embarazadas. El centro ofrece clases de crianza y atención sanitaria a las madres jóvenes. Se inspiró en la iniciativa New Haven Promise como forma de romper el ciclo de desventajas. Tras licenciarse, se incorporó al Instituto de Investigación de Políticas para la Mujer como investigadora. Aquí trabajó junto a Heidi Hartmann sobre la licencia de maternidad remunerada. En 2013 fue seleccionada como becaria Rhodes en la Universidad de Oxford, donde estudió política social.

### Carrera
Tras graduarse, Gunn-Wright trabajó como becaria de Michelle Obama y fue nombrada jefa de política de la campaña de Abdul El-Sayed para gobernador de Míchigan. Para El-Sayed, Gunn-Wright expuso un audaz programa político, que incluía el acceso a Internet financiado por el Estado y el cambio a todas las energías renovables para 2030.
Se vinculó a la campaña de Alexandria Ocasio-Cortez en New Consensus, un grupo de reflexión defendido por esta última en Washington D. C. Durante algún tiempo, New Consensus había estado trabajando con el Movimiento Sunrise en el desarrollo de un programa de política medioambiental y con los Demócratas de la Justicia en la identificación de nuevos candidatos progresistas. Los Demócratas de la Justicia ayudaron a Ocasio-Cortez a llevar a cabo su campaña, y New Consensus nombró a Gunn-Wright directora de políticas en cuyo cargo ha trabajado con Desmond Drummer en Green New Deal.
Para Gunn-Wright, la política climática siempre ha estado relacionada con la justicia social. Por ejemplo, más de un millón de afroamericanos viven a media milla de una instalación de petróleo y gas, y seis millones viven en el mismo condado que una refinería. Ha creado una "oficina de movilización climática", a través de la cual trabaja en la política de cambio climático. Ha solicitado que la Agencia de Proyectos de Investigación Avanzada-Energía (ARPA-E) reciba una financiación tan generosa como la de DARPA, y la creación de un banco verde que ofrezca financiación a las comunidades que no tienen acceso al agua potable o al transporte. El Green New Deal incluye un plan de energía 100% renovable, cero emisiones netas de gases de efecto invernadero, empleos sostenibles y atención sanitaria de alta calidad. Desde entonces, ha participado en los ayuntamientos de Ocasio-Cortez y en el ayuntamiento climático de la CNN.
Ha escrito para el diario The Guardian y fue incluida en la lista de la revista Time de las principales mujeres que luchan contra el cambio climático. Gunn-Wright fue una de las firmantes de la campaña Women Lead Climate.